# Cronologia das igrejas protestantes e outras no Brasil
| Ano  | Data            | Igreja                                                            | Eventos                                                                                | Observação |
| ---- | --------------- | ----------------------------------------------------------------- | -------------------------------------------------------------------------------------- | --- |
| 1557 | 7 de Março      | Igreja Reformada Francesa                                         | 1º missionários                                                                        | Chegam ao Brasil os primeiros missionários calvinistas (huguenotes-franceses), enviados por João Calvino à França Antártica (antiga colonia francesa na Baía de Guanabara, atual estado do Rio de Janeiro) e liderados pelos Reverendos Pierre Richier e Guillaume Chartier. |
| 1557 | 10 de Março     | Igreja Reformada Francesa                                         | 1º culto protestante                                                                   | Realizado o primeiro culto protestante nas Américas, oficiado pelo Reverendo Pierre Richier. |
|      | 21 de Março     | Igreja Reformada Francesa                                         | 1ª Santa Ceia                                                                          | No domingo, 21 de março, houve a primeira celebração da Ceia do Senhor sob o rito calvinista. |
| 1630 | ND              | Igreja Reformada Holandesa                                        | Fundação da 1ª igreja                                                                  | A Igreja Reformada Holandesa instala-se no Recife, PE. Foram fundadas 22 igrejas protestantes no Nordeste, sendo a maior a do Recife, e contava, inclusive, com uma congregação inglesa e uma francesa. Esta se reunia no templo gálico, que tinha no conde João Maurício de Nassau seu membro mais ilustre. As igrejas foram servidas por mais de 50 pastores (“predicantes”), além de pregadores auxiliares (“proponentes”) e outros oficiais. A Igreja Reformada Holandesa batizou índios, lutou por sua libertação e pretendia traduzir a Bíblia para o tupi e ordenar pastores indígenas. |
| 1816 | ND              | Igreja Anglicana                                                  | 1º capelão                                                                             | Chega ao Brasil na cidade do Rio de Janeiro, RJ, o primeiro capelão anglicano, Robert C. Crane. |
| 1822 | 26 de Maio      | Igreja Anglicana                                                  | 1ª igreja                                                                              | Inaugurada no Rio de Janeiro, RJ, a primeira capela anglicana, direcionada aos estrangeiros anglicanos (na sua maioria ingleses). |
| 1824 | ND              | Igreja Luterana                                                   | Inicio da imigração alemã                                                              | Chegam ao Brasil os primeiros luteranos vindos da Alemanha para a Região Sul, mais precisamente em São Leopoldo, RS e Blumenau, SC. Inauguração da Igreja Luterana em Nova Friburgo, RJ. |
| 1835 | Agosto          | Igreja Metodista (IM)                                             | 1º missionário metodista                                                               | Reverendo americano Fountain Elliot Pitts chega ao Brasil na cidade do Rio de Janeiro, RJ. Pioneiro da obra metodista no Brasil, veio para avaliar a possibilidade de uma missão metodista em terras brasileiras, onde fica algum tempo, reunindo-se com um grupo de crentes majoritariamente norte-americanos. Daqui Pitts vai abrir uma missão metodista no Uruguai.[carece de fontes?] Em seguida chegam ao Brasil os missionários metodistas norte-americanos Rev. Justin Spaulding e Rev. Daniel Parish Kidder, com suas respectivas famílias, para dar prosseguimento à missão. Porém a missão metodista no Brasil é suspensa em 1841 por causa da guerra civil da Secessão que divide os EUA e também a Igreja Metodista dos EUA no povo do norte e do sul.[carece de fontes?] É retomada em 1867 com a chegada do Rev. Junius Estaham Newman. |
| 1855 | 10 de Maio      | Igreja Congregacional                                             | 1º missionários                                                                        | Chega ao Brasil, na cidade do Rio de Janeiro, RJ o primeiro casal de missionários da Igreja Congregacional, Robert Reid Kalley (escocês) e Sarah Poulton Kalley (inglesa). |
| 1858 | 11 de Julho     | Igreja Congregacional                                             | Fundação da 1ª igreja congregacional                                                   | 1ª Igreja Evangélica de estilo congregacional e de fala portuguesa no Brasil: a Igreja Evangélica Fluminense, fundada pelo missionário escocês Robert R. Kalley. Em 1913 junta-se a União das Igrejas Evangélicas Congregacionais do Brasil. |
| 1859 | 12 de Agosto    | Igreja Presbiteriana do Brasil (IPB)                              | 1º missionário presbiteriano                                                           | Missionário presbiteriano estadunidense chega ao Brasil, Ashbel Green Simonton. |
| 1862 | Janeiro         | Igreja Presbiteriana do Brasil (IPB)                              | Fundação da 1ª denominação                                                             | Fundador: Ashbel Green Simonton, missionário americano. Fundada na cidade do Rio de Janeiro, RJ. Origem: Igreja Presbiteriana dos Estados Unidos (PCUSA). |
| 1864 | ND              | Igreja Presbiteriana do Brasil (IPB)                              | 1º jornal evangélico do Brasil                                                         | "Imprensa Evangélica": primeiro jornal evangélico fundado por Ashbel Green Simonton. |
| 1865 | ND              | Igreja Presbiteriana do Brasil (IPB)                              | 1º pastor brasileiro                                                                   | José Manoel da Conceição: ex-padre, foi o primeiro brasileiro a ser pastor presbiteriano. |
| 1867 | Agosto          | Igreja Metodista (IM)                                             | Retomada da missão metodista                                                           | O metodista do sul dos EUA Junius Estaham Newman chega ao Brasil na cidade do Rio de Janeiro, RJ. Veio com a família para refazerem a vida no Brasil e serem fazendeiros em Saltinho, próximo a Santa Bárbara d'Oeste, SP, depois que o Sul perdeu a guerra civil americana. Newman retoma a missão metodista interrompida em 1841 por causa da guerra.[carece de fontes?] Suas filhas fundaram a "Escola Newman", considerada o "embrião" do Colégio Piracicabano, hoje mantenedor da Universidade Metodista de Piracicaba. |
| 1871 | Agosto          | Igreja Metodista (IM)                                             | Fundação da 1ª denominação metodista                                                   | Reverendo Newman organiza, com nove membros a 1ª Igreja Metodista no Brasil em Saltinho, SP. Origem: Igreja Metodista Episcopal do Sul - EUA embora não apoiada oficialmente por essa organização. |
|      | 10 de Setembro  | Igreja Batista                                                    | Organização da primeira igreja batista                                                 | Em 1871 um pequeno grupo de batistas residentes em Santa Bárbara d'Oeste, SP, organizaram a primeira igreja batista em solo brasileiro. Os fundadores foram os Pr. Richard Ratcliff e o Pr. Robert Porter Thomas. Os cultos eram realizados em inglês, para servir aos imigrantes estadunidenses. |
| 1878 | Junho/Julho     | Casa de Oração (Movimento dos Irmãos)                             | Fundação do movimento dos irmãos no Brasil                                             | Iniciou-se na cidade do Rio de Janeiro, RJ, em 1878, com oito irmãos que saíram da Igreja Evangélica Fluminense depois de troca de correspondências com o irmão Richard Holden, que havia sido co-pastor daquela mesma igreja ainda na época do Dr. Kaley. Dissidência: Igreja Congregacional. |
| 1879 | 11 de Setembro  | Igreja Evangélica Brasileira                                      | Fundação de denominação                                                                | Iniciou-se na cidade do Rio de Janeiro, RJ, em 1879, com 11 membros que saíram da Igreja Presbiteriana liderados pelo doutor Miguel Vieira Ferreira. Fundador: Presbítero Miguel Vieira Ferreira. Fundada na cidade do Rio de Janeiro, RJ. Sede: Rio de Janeiro, RJ. Dissidência: Igreja Presbiteriana do Brasil. |
| 1882 | ND              | Igreja Batista do Brasil                                          | Fundação da 1ª igreja batista brasileira                                               | Foi organizada a primeira Igreja Batista do Brasil, na cidade de Salvador, BA. Organizada com 5 membros fundadores, os pioneiros Willian Buck Bagby, Anne Luther Bagby, Zacharias Clay Taylor, Kate Stevens Crawford Taylor e Antônio Teixeira de Albuquerque. Taylor foi o primeiro pastor. Vinte cinco anos depois nessa mesma igreja seria organizada a Convenção Batista Brasileira, em 1907. Origem: Igreja Batista de Santa Barbara d'Oeste, SP, sustentados pela Junta de Richmond. |
| 1885 | ND              | Igreja Metodista (IM)                                             | 1º pastor metodista                                                                    | Bernardo de Miranda é o primeiro brasileiro nomeado como pastor metodista. |
| 1886 | ND              | Igreja Evangélica de Confissão Luterana no Brasil (IECLB)         | Fundação de denominação                                                                | Organizado o Sínodo Rio-Grandense da Igreja Evangélica Alemã, que em 1968 se tornaria a Igreja Evangélica de Confissão Luterana no Brasil. |
| 1890 | 1º de Junho     | Igreja Episcopal Anglicana do Brasil                              | Fundação de denominação anglicana                                                      | Fundadores: missionários Lucien Lee Kinsolving e James Watson Morris. Fundada na cidade de Porto Alegre, RS. |
| 1893 | ND              | Igreja Cristã Evangélica da AICEB                                 | 1º missionário                                                                         | Chega em Barra do Corda, MA, o primeiro crente e pregador João Batista Pinheiro, natural de Icó, CE, dando origem a Igreja Cristã Evangélica da AICEB. |
| 1893 | ND              | Igreja Adventista do Sétimo Dia                                   | 1º missionário adventista                                                              | Albert B. Stauffer, primeiro missionário enviado ao Brasil pela liderança mundial da Igreja Adventista, chega em São Paulo, SP. |
| 1895 | 8 de Junho      | Igreja Adventista do Sétimo Dia                                   | Fundação de denominação                                                                | A primeira igreja adventista do Brasil é estabelecida com a inauguração de seu templo na cidade de Gaspar Alto, SC. |
| 1901 | 25 de Agosto    | Igreja Cristã Evangélica do Brasil (ICEB)                         | Fundação de denominação                                                                | Fundador: Reginaldo Young (canadense). Fundada na cidade de São Paulo, SP. Sede: Anápolis, GO. |
| 1903 | 31 de Julho     | Igreja Presbiteriana Independente do Brasil (IPI)                 | Fundação de denominação                                                                | Fundador: Reverendo Eduardo Carlos Pereira. Fundada na cidade de São Paulo, SP. Sede: São Paulo, SP. Dissidência: Igreja Presbiteriana do Brasil. |
| 1904 | 24 de Junho     | Igreja Evangélica Luterana do Brasil (IELB)                       | Fundação de denominação                                                                | Fundador: diversos pastores luteranos. Fundada na cidade de São Pedro do Sul, RS. Sede: Porto Alegre, RS. Origem: Igreja Luterana - Sínodo de Missouri. |
| 1907 | Julho           | Convenção Batista Brasileira (CBB)                                | Fundação de denominação                                                                | Fundada por 32 delegados batistas que representavam 39 igrejas, reunidos na cidade de Salvador, BA. |
| 1910 | 20 de Abril     | Congregação Cristã no Brasil (CCB)                                | Fundação da 1ª denominação em solo brasileiro, que crê no batismo pelo Espírito Santo. | Fundador: Louis Francescon (italiano). Fundada na cidade de Santo Antônio da Platina, PR. Central do Brasil: Brás, São Paulo, SP. |
|      | 19 de Novembro  | Igreja Evangélica Assembleia de Deus (IEAD)                       | Primeiros missionários assembleianos                                                   | Chegam ao porto de Belém, PA, os missionários suecos batistas Gunnar Vingren e Daniel Berg vindos dos EUA, onde são acolhidos pela Igreja Batista local. |
| 1911 | 18 de Junho     | Igreja Evangélica Assembleia de Deus (IEAD)                       | Fundação de denominação                                                                | Fundadores: Missionários Gunnar Vingren e Daniel Berg (suecos). Fundada na cidade de Belém, PA, adotando o nome de Missão da Fé Apostólica. Dissidência: Convenção Batista Brasileira. |
|      | ND              | Igreja Adventista do Sétimo Dia Independente                      | Fundação de denominação                                                                | Teve início após cisão em 1911 da Igreja Adventista do Sétimo Dia ocorrida em Porto União, SC. Em junho de 1916, expandiria e se tornaria a Igreja Evangélica Adventista. Em 1950, alterou o nome para a atual Igreja Batista do Sétimo Dia.Dissidência: Igreja Adventista do Sétimo Dia. |
| 1912 | 3 de Setembro   | Convenção das Igrejas Batistas Independentes (CIBI)               | Inicio de missão                                                                       | Fundada na cidade de Guarani das Missões, RS, pelo missionário Erik Jansson (sueco). |
| 1913 | ND              | União das Igrejas Evangélicas Congregacionais do Brasil (UIECB)   | Fundação de denominação                                                                | Treze igrejas locais originarias do trabalho do casal Kalley se reuniram e formaram a União das Igrejas Evangélicas Congregacionais do Brasil.[carece de fontes?] 14 de julho de 1919 criação da 1a Igreja Batista em São Gonçalo (RJ) pelo Rev. Dr. Manoel Avelino de Souza. Seus sucessores foram Waldemar Zarro e Mauro Israel Moreira |
| 1918 | 18 de Janeiro   | Igreja Evangélica Assembleia de Deus (IEAD)                       | Alteração de nome                                                                      | Por sugestão de Gunnar Vingren, passou a chamar-se Assembleia de Deus. |
| 1923 | ND              | Igreja Batista                                                    | Início de Missão                                                                       | A Primeira Igreja Batista de Murray, Kentucky, ligada à Convenção Batista do Sul, envia o missionário americano Joseph F. Brandon para a amazônia. É aberta a primeira igreja batista na cidade de cruzeiro do sul, Acre. O primeiro discipulo de Brandon, Francisco Santiago, viaja de canoa até Manaus, Amazonas, iniciando outras cinco igrejas durante a viagem. |
| 1925 | 15 de Julho     | Igreja Evangélica Holiness do Brasil                              | Inicio de missão                                                                       | Chega ao Brasil o missionário e pastor japonês Takeo Monobe, dando início ao trabalho de visitação e evangelização no estado de São Paulo. O dia 15 de julho é o dia em que é comemorado o início da Missão Holiness no Brasil.[carece de fontes?] |
| 1926 | ND              | Igreja Evangélica Holiness do Brasil                              | Fundação de denominação                                                                | Com a chegada da esposa do Pastor Takeo Monobe ao Brasil. Sede: São Paulo, SP na rua Conde de Sarzedas no bairro da Liberdade.[carece de fontes?] |
| 1930 | 2 de Setembro   | Igreja Metodista do Brasil                                        | Fundação de denominação                                                                | Na Igreja Metodista Central em São Paulo, SP, foi organizada a Igreja Metodista do Brasil. O primeiro bispo eleito foi o missionário John Willian Tarboux.[carece de fontes?] |
| 1932 | 24 de Janeiro   | Igreja Adventista da Promessa (IAP)                               | Fundação de denominação                                                                | Fundador: Pastor João Augusto da Silveira. Fundada na cidade de Paulista, PE e reconhecida como a primeira igreja pentecostal genuinamente brasileira. Dissidência: Igreja Adventista do Setimo Dia.[carece de fontes?] |
| 1932 | 13 de Dezembro  | Igreja de Cristo no Brasil (IC)                                   | Fundação de denominação                                                                | Fundadores: membros oriundos da Assembleia de Deus destacando-se o Pastor Manoel Higino de Souza. Fundada na cidade de Mossoró, RN. Dissidência: Igreja Evangélica Assembleia de Deus. |
| 1934 | 31 de Janeiro   | Igreja Metodista Ortodoxa (IMO)                                   | Fundação de denominação                                                                | Fundador:Pastor José Henriques da Matta Fundada na cidade de Belo Horizonte, MG. Dissidência: Igreja Metodista do Brasil.[carece de fontes?] |
| 1935 | 9 de Janeiro    | Igreja de Cristo Pentecostal no Brasil                            | Inicio de missão                                                                       | Chega no Rio de Janeiro, RJ, oriundo dos EUA o primeiro missionário da "A Igreja de Cristo Pentecostal", o Reverendo Horace S. Ward.[carece de fontes?] |
| 1936 | 1 de Novembro   | Igreja Metodista Livre (IMEL)                                     | Fundação de denominação                                                                | Fundadores: Reverendos Daniel Masayoshi Nishizumi e Hiroyuki Hayashi (japoneses). Fundada na cidade de São Paulo, SP. Sede: descentralizada. Origem: Igreja Metodista Livre do Japão.[carece de fontes?] |
| 1937 | 24 de Janeiro   | Igreja de Cristo Pentecostal no Brasil                            | Fundação de denominação                                                                | Fundador: Reverendo Horace S. Ward (americano). Fundada na cidade de Serra Talhada, PE. Sede: Mogi Guaçu, SP. Origem: A Igreja de Cristo Pentecostal - EUA.[carece de fontes?] |
| 1939 | ND              | Missão Evangélica Pentecostal do Brasil (MEPB)                    | Fundação de denominação                                                                | Fundadores: missionários Harland e Hazel Graham (americanos). Fundada na cidade de Manaus, AM. Sede: Natal, RN. Origem: Igreja da Beira da Estrada - Seattle, EUA.[carece de fontes?] |
| 1940 | 11 de Fevereiro | Igreja Presbiteriana Conservadora do Brasil                       | Fundação de denominação                                                                | Fundadores: membros da Liga Conservadora da IPI, sob a liderança do Reverendo Bento Ferraz. Sede: São Paulo, SP. Origem: Igreja Presbiteriana Independente do Brasil.[carece de fontes?] |
| 1942 | 11 de Janeiro   | Igreja Evangélica Congregacional do Brasil (IECB)                 | Fundação de denominação                                                                | Fundador: Pastor Karl Spittler dentre outros. Fundada na cidade de Panambi, RS. Sede: Panambi, RS. [carece de fontes?] |
| 1946 | 7 de Setembro   | Igreja Evangélica Avivamento Bíblico (IEAB)                       | Fundação de denominação                                                                | Fundadores Mário Roberto Lindstron, Oswaldo Fuentes e Alídio Flora Agostinho. Dissidência: Igreja Metodista do Brasil.[carece de fontes?] |
| 1948 | 25 de Março     | Igrejas de Cristo ou Igrejas Cristãs Independentes no Brasil      | Inicio de missão                                                                       | Chega na cidade do Rio de Janeiro, RJ, o primeiro casal de missionários americanos Lloyd David Sanders e Ruth Sanders com a missão de estabelecer as "igrejas de Cristo ou igrejas Cristãs independentes" no Brasil.[carece de fontes?] |
| 1949 | ND              | Igrejas de Cristo e Igrejas Cristãs Independentes no Brasil       | Fundação de denominação                                                                | Fundador: Missionário e Pastor Lloyd David Sanders. Fundada na cidade de Goiânia, GO. Sede: descentralizada. Origem: Igrejas de Cristo ou Igrejas Cristãs Independentes - EUA[carece de fontes?] |
| 1950 | 4 de Novembro   | Igreja Batista do Sétimo Dia                                      | Alteração de nome                                                                      | Foi alterado o nome de Igreja Evangélica Adventista para tal nome, após assembleia geral realizada em Curitiba, PR. |
| 1951 | 15 de Novembro  | Igreja do Evangelho Quadrangular (IEQ)                            | Fundação de denominação                                                                | Fundador: Missionário Harold Edwin Willians (americano) e Pr. Emílio Vasquez. Fundada na cidade de São João da Boa Vista, SP. Sede: São Paulo, SP na Avenida General Olímpio da Silveira. Origem: Igreja do Evangelho Quadrangular - EUA.[carece de fontes?] |
| 1952 | 22 de Fevereiro | Convenção das Igrejas Batistas Independentes (CIBI)               | Fundação de denominação                                                                | Primeira convenção das igrejas batistas independentes.[carece de fontes?] |
| 1953 | ND              | Ministério Voz da Verdade (VDV)                                   | Fundação de denominação                                                                | Fundador: Pastor Fued Moysés. Fundada na cidade de São Paulo, SP. Sede: Santo André, SP. Dissidência: Igreja Metodista do Brasil .[carece de fontes?] |
| 1953 | 21 de Fevereiro | Igreja Renovadora Cristã                                          | Fundação de denominação                                                                | Fundador: Aldo Ferretti. Cidade: São Paulo, SP. Dissidência: Congregação Cristã no Brasil.[carece de fontes?] |
| 1955 | ND              | Igreja Evangélica Pentecostal O Brasil Para Cristo (OBPC)         | Fundação de denominação                                                                | Fundador: Missionário Manoel de Mello e Silva. Fundada na cidade de São Paulo, SP. Sede: São Paulo, SP. Dissidência: Igreja do Evangelho Quadrangular.[carece de fontes?] |
| 1958 | 16 de Março     | Igreja Apostólica Cristã (IAC/CAC)                                | Fundação de denominação                                                                | Fundador: Pastor Adonias Roque de Souza. Fundada na cidade do Rio de Janeiro, RJ. Sede: Rio de Janeiro, RJ. Dissidência: Igreja do Evangelho Quadrangular. |
|      | 12 de Outubro   | Igreja do Nazareno no Brasil (INB)                                | Fundação de denominação                                                                | Fundador: Missionário Earl Elwood Mosteller e sua esposa Gladys Marie Parker Mosteller. Fundada na cidade de Campinas, SP. Sede: São Paulo, SP.[carece de fontes?] |
| 1960 | ND              | Igreja Cristã de Nova Vida (ICNV)                                 | Fundação da denominação                                                                | Fundador: Missionário Robert McAlister. Fundada na cidade do Rio de Janeiro, RJ. Sede: Rio de Janeiro, RJ.[carece de fontes?] |
| 1961 | 15 de Novembro  | Igrejas Militantes na Obra de Restauração (Obra de Restauração)   | Fundação da denominação                                                                | Fundador: Pastor Magno Guanais Simões. Fundada na cidade do Rio de Janeiro, RJ. Sede: descentralizada. Dissidência: Convenção Batista Brasileira.[carece de fontes?] |
| 1962 | 3 de Junho      | Igreja Pentecostal Deus é Amor (IPDA)                             | Fundação de denominação                                                                | Fundador: Missionário David M. Miranda. Fundada na cidade de São Paulo, SP. Sede: "Templo da Glória de Deus" em São Paulo, SP. Dissidência: Igreja Evangélica Pentecostal O Brasil para Cristo.[carece de fontes?] |
| 1963 | 12 de Julho     | Igreja Unida (IU)                                                 | Fundação de denominação                                                                | Fundador: Pastor Luiz Schiliró. Fundada na cidade de São Paulo, SP. Fusão das Igrejas: Igreja Cristã Pentecostal de Evangelização e Cura Divina “Maravilha de Jesus"; Igreja Evangélica do Povo e Igreja Cristã Evangélica Unida.[carece de fontes?] |
| 1964 | 9 de Junho      | Igreja Tabernáculo Evangélico de Jesus Casa da Bênção (ITEJ)      | Fundação de denominação                                                                | Fundador: Doriel de Oliveira. Fundada na cidade de Belo Horizonte, MG. Sede: Catedral da Bênção na cidade de Taguatinga, DF. Dissidência: Igreja Evangélica Pentecostal O Brasil para Cristo.[carece de fontes?] |
| 1965 | Janeiro         | Convenção Batista Brasileira (CBB)                                | Exclusão de igrejas                                                                    | Em Niterói, RJ, a CBB exclui 32 igrejas de seu rol, por terem aceitado a doutrina pentecostal dos dons do Espírito Santo em sua liturgia.[carece de fontes?] |
| 1966 | Janeiro         | Convenção Batista Nacional (CBN)                                  | Fundação de missão independente                                                        | Sobem para 52 as igrejas recém desligadas da CBB devido a aceitação da doutrina pentecostal. Devido aos fatos os pastores Ilton Quadros e Artue Freire criam a Ação Missionária Evangélica.[carece de fontes?] |
| 1967 | 5 de Janeiro    | Igreja Metodista Wesleyana (IMW)                                  | Fundação de denominação                                                                | Fundador: diversos pastores da Igreja Metodista do Brasil que aderiram ao movimento de renovação. Fundada na cidade de Nova Friburgo, RJ. Sede: Nova Friburgo, RJ. Dissidência: Igreja Metodista do Brasil.[carece de fontes?] |
|      | 10 de Agosto    | Aliança das Igrejas Evangélicas Congregacionais do Brasil (AIECB) | Fundação de denominação                                                                | Fundadores: diversos pastores oriundos da UIECB. Sede: João Pessoa, PB. Dissidência: União das Igrejas Evangélicas Congregacionais do Brasil.[carece de fontes?] |
|      | 16 de Setembro  | Convenção Batista Nacional (CBN)                                  | Fundação de denominação                                                                | Por ocasião da primeira Assembleia Geral, realizada na Igreja Batista da Lagoinha em Belo Horizonte, com a presença de 43 representantes de 19 igrejas a AME - Ação Misssionária Evangélica passa a se chamar Convenção Batista Nacional. Dissidência: Convenção Batista Brasileira.[carece de fontes?] |
|      | Outubro         | Igreja Cristã Maranata (ICM)                                      | Fundação de denominação                                                                | Fundada na cidade de Vila Velha, ES. Sede: Vila Velha, ES. Fundador: Pastor Gedelti Victalino Gueiros Dissidência: Igreja Presbiteriana do Brasil.[carece de fontes?] |
|      | ND              | Igreja Cristã Remanescente (ICR)                                  | Fundação de denominação                                                                | Fundador: Nilson Santos. Cidade: Telêmaco Borba, PR. Sede: Curitiba, PR. Dissidência: Congregação Cristã no Brasil.[carece de fontes?] |
| 1968 | ND              | Igreja Evangélica de Confissão Luterana no Brasil (IECLB)         | Fundação de denominação                                                                | Surge a partir da união dos Sínodo Rio-Grandense da Igreja Evangélica Alemã (1886); Sínodo Evangélico Luterano de Santa Catarina, Paraná e outros Estados da América do Sul (1905); Associação de Comunidades Evangélicas de Santa Catarina e Paraná (1911) e do Sínodo Evangélico do Brasil Central. |
| 1970 | ND              | Igreja Evangélica Sinais e Prodígios                              | Fundação de denominação                                                                | Fundadores: Pastora Leny Azevedo Brandão. Fundada na cidade de São Gonçalo, RJ. Sede: Colubandê, São Gonçalo, RJ. Dissidência: Convenção Batista Brasileira.[carece de fontes?] |
| 1972 | 29 de Junho     | Igreja Congregacional Pentecostal (ICP)                           | Inicio da Missão em solo brasileiro da Congregational Holiness Church (CHC)            | Fundadores: Rev. Leon Morgan Reese & Beverly Hartman Reese (EUA), Pr. Raimundo Bastos (BRA) Local: localidade de Sacambu, município de Codajás, AM[carece de fontes?] |
| 1977 | 9 de Julho      | Igreja Universal do Reino de Deus (IURD)                          | Fundação de denominação                                                                | Fundadores: Bispo Edir Macedo e Romildo Ribeiro Soares (R.R. Soares). Fundada na cidade do Rio de Janeiro, RJ. Sede: Templo de Salomão, em São Paulo, SP. Dissidência: Igreja Cristã de Nova Vida.[carece de fontes?] |
| 1978 | 10 de Setembro  | Igreja Presbiteriana Unida do Brasil (IPU)                        | Fundação de denominação                                                                | Fundadores: diversos pastores oriundos da IPB. Fundada na cidade de Atibaia, SP. Sede: Vitória, ES. Dissidência: Igreja Presbiteriana do Brasil.[carece de fontes?] |
| 1980 | ND              | Igreja Internacional da Graça de Deus (IIGD)                      | Fundação de denominação                                                                | Fundador: Romildo Ribeiro Soares mais conhecido como Missionário R.R. Soares. Fundada na cidade de Duque de Caxias, RJ. Sede: São Paulo, SP. Dissidência: Igreja Universal do Reino de Deus.[carece de fontes?] |
| 1981 | 13 de Fevereiro | Igreja Wesleyana Unida                                            | Fundação de denominação                                                                | Fundador: Pr. Hildebrando Barbosa Gomes e Ev. Luiz Bastos da Fonseca Filho. Fundada em Suruí, 4.º Distrito de Magé, RJ. Sede: distrito de Suruí, Magé, RJ.[carece de fontes?] |
| 1983 | ND              | Igreja Assembleia de Deus Nipo Brasileira (ADNIPO)                | Fundação de denominação                                                                | Fundador: Fernando Takayama. Fundada na cidade de São Paulo, SP. Sede: São Paulo, SP. Dissidência: Assembleia de Deus. |
| 1986 | ND              | Igreja Apostólica Renascer em Cristo                              | Fundação de denominação                                                                | Fundadores: Apóstolo Estevam Hernandes e Bispa Sônia Hernandes. Fundada na cidade de São Paulo, SP. Sede: São Paulo, SP. Dissidência: Igreja Cristã Pentecostal da Bíblia.[carece de fontes?] |
| 1986 | ND              | Igreja Evangélica Cristã Primitiva da Fé                          | Fundação de denominação                                                                | Fundador: Pastor Abraão França. Cidade: São Paulo, SP. Sede: SP. Dissidência: Igreja Evangélica Pentecostal O Brasil Para Cristo. |
| 1991 | N/D             | Congregação Cristã no Brasil Renovada                             | Fundação de denominação                                                                | Fundador: José Valério. Cidade: Goiânia, GO. Dissidência: Congregação Cristã no Brasil.[carece de fontes?] |
| 1992 | Fevereiro       | Comunidade Evangélica Sara Nossa Terra (SNT)                      | Fundação de denominação                                                                | Fundadores: Bispos Robson Rodovalho e Maria Rodovalho. Fundada na cidade de Brasília, DF. Sede: Brasília, DF. Dissidência: Comunidade Evangélica de Goiânia.[carece de fontes?] |
| 1992 | 7 de Janeiro    | Comunidade Evangélica Projeto Vida (PV)                           | Fundação de denominação                                                                | Fundadores: Apóstolos Joel Pereira e Silvia Pereira. Fundada na cidade de Volta Redonda, RJ. Sede: Volta Redonda, RJ. Dissidência: Casa de Oração (Movimento dos Irmãos).[carece de fontes?] |
| 1993 | ND              | Congregação Cristã do Sétimo Dia                                  | Fundação de denominação                                                                | Fundador: Luis Bento Machado Sede: Itajaí, SC. Dissidência: Congregação Cristã no Brasil.[carece de fontes?] |
| 1994 | ND              | Igreja Apostólica Fonte da Vida                                   | Fundação de denominação                                                                | Fundador: Apóstolo César Augusto Machado de Sousa. Fundada na cidade de Goiânia, GO. Sede: Goiânia, GO. Dissidência: Comunidade Evangélica de Goiânia.[carece de fontes?] |
| 1996 | 1 de Janeiro    | Igreja Internacional Agape                                        | Fundação de denominação                                                                | Fundador: Bispo Nelis De Lima Fundada na cidade de Pompano Beach, FL - USA. Sede: Pompano Beach, USA. |
| 1997 | Fevereiro       | Igreja Videira (Videira)                                          | Fundação de denominação                                                                | Fundadores: Aluízio Antônio da Silva e Marcelo Almeida. Sede: Goiânia, GO. Dissidência: Igreja Luz para os Povos. |
| 1998 | 9 de Março      | Igreja Mundial do Poder de Deus (IMPD)                            | Fundação de denominação                                                                | Fundador: Apóstolo Valdemiro Santiago. Fundada na cidade de Sorocaba, SP. Sede: Templo dos Milagres na cidade de São Paulo, SP. Dissidência: Igreja Universal do Reino de Deus.[carece de fontes?] |
| 2000 | ND              | Bola de Neve Church (Bola)                                        | Fundação de denominação                                                                | Fundador: Apóstolo Rinaldo Luis de Seixas Pereira (Apóstolo Rina) Fundada na cidade de São Paulo, SP. Sede: São Paulo, SP. Dissidência: Igreja Apostólica Renascer em Cristo.[carece de fontes?] |
| 2000 | ND              | Igreja Presbiteriana Viva (IPV)                                   | Fundação de denominação                                                                | Fundador: Bispo José Elias e Pastora Cláudia. Fundada na cidade de Volta Redonda, RJ Sede: Volta Redonda, RJ. Dissidência: Igreja Presbiteriana Independente do Brasil.[carece de fontes?] |
| 2004 | ND              | Caminho da Graça                                                  | Fundação a-denominacional                                                              | Fundador: Caio Fábio D'Araújo Filho. Fundada na cidade de Brasília, DF. Sede: Brasília, DF. Dissidência: Igreja Presbiteriana do Brasil.[carece de fontes?] |
| 2006 | ND              | Igreja Apostólica Plenitude do Trono de Deus (IAPTD)              | Fundação de denominação                                                                | Fundador: Apóstolo Agenor Duque e Bispa Ingrid Duque. Fundada na cidade de São Paulo, SP. Sede: São Paulo, SP. Dissidência: Igreja Mundial do Poder de Deus.[carece de fontes?] |
| 2008 | ND              | Igreja Puritana Reformada                                         | Fundação de denominação                                                                | Fundador: Rev. Elmir Júnior. Fundada na cidade de Teresópolis, RJ. Sede: Descentralizada. Dissidência: União das Igrejas Evangélicas Congregacionais do Brasil. |